# Јангсвил (Пенсилванија)
Јангсвил (енгл. Youngsville) град је у америчкој савезној држави Пенсилванија.

## Демографија
По попису из 2010. године број становника је 1.729, што је 105 (-5,7%) становника мање него 2000. године.
| Група             | 2000.         | 2010.         |
| Белци             | 1.810 (98,7%) | 1.684 (97,4%) |
| Афроамериканци    | 0 (0,0%)      | 9 (0,5%)      |
| Азијати           | 1 (0,1%)      | 3 (0,2%)      |
| Хиспаноамериканци | 11 (0,6%)     | 18 (1,0%)     |
| Укупно            | 1.834         | 1.729         |